# University of the Arts London
University of the Arts London jest brytyjskim uniwersytetem kolegialnym specjalizującym się w sztukach plastycznych, projektowaniu, modzie, sztukach użytkowych, komunikacji oraz sztukach teatralnych. Swoje początki datuje do XIX wieku, kiedy otwarta została większość jego koledży. W 1986 utworzyły one wspólnie London Institute, który w 2003 uzyskał status uniwersytetu i przyjął swoją obecną nazwę w 2004 r.

## Skład
Jako federacja składa się z sześciu koledży oraz dwóch instytutów:
- London College of Communication (LCC) – media audiowizualne, projektowanie, komunikacja
- London College of Fashion  (LCF) – moda, makijaż, PR
- Central Saint Martins College of Art and Design (CSM) – sztuki piękne, media audiowizualne, sztuki teatralne
- Chelsea College of Art and Design (CSM) – sztuki piękne, sztuki plastyczne, sztuki użytkowe
- Camberwell College of Art and Design (CCW) – sztuki piękne, sztuki plastyczne
- Wimbledon College of Art – sztuki teatralne, sztuki plastyczne, sztuki użytkowe
- Creative Computing Institute – informatyka, creative computing
- Decolonising Arts Institute – dekolonizacja i deimperializacja sztuki

## Rankingi
Począwszy od 2019 uczelnia znajduje się na drugim miejscu Rankingu Uniwersytetów QS w kategorii uczelni artystycznych, tuż za RCA – Royal College of Art (również w Londynie). Jako iż RCA oferuje jedynie kursy magisterskie ranking ten umiejscawia UAL jako najlepszą na świecie uczelnią artystyczną na poziomie licencjackim.